# Superbike-Weltmeisterschaft 2001
Die Superbike-WM-Saison 2001 war die 14. in der Geschichte der FIM-Superbike-Weltmeisterschaft. Bei 13 Veranstaltungen wurden 25 Rennen ausgetragen.

## Punkteverteilung
Weltmeister wird derjenige Fahrer beziehungsweise der Hersteller, der bis zum Saisonende die meisten Punkte in der Weltmeisterschaft angesammelt hat. Bei der Punkteverteilung werden die Platzierungen im Gesamtergebnis des jeweiligen Rennens berücksichtigt. Die fünfzehn erstplatzierten Fahrer jedes Rennens erhalten Punkte nach folgendem Schema:
| Punkteverteilung | Punkteverteilung | Punkteverteilung | Punkteverteilung | Punkteverteilung | Punkteverteilung | Punkteverteilung | Punkteverteilung | Punkteverteilung | Punkteverteilung | Punkteverteilung | Punkteverteilung | Punkteverteilung | Punkteverteilung | Punkteverteilung | Punkteverteilung |
| ---------------- | ---------------- | ---------------- | ---------------- | ---------------- | ---------------- | ---------------- | ---------------- | ---------------- | ---------------- | ---------------- | ---------------- | ---------------- | ---------------- | ---------------- | ---------------- |
| Platz            | 1                | 2                | 3                | 4                | 5                | 6                | 7                | 8                | 9                | 10               | 11               | 12               | 13               | 14               | 15               |
| Punkte           | 25               | 20               | 16               | 13               | 11               | 10               | 9                | 8                | 7                | 6                | 5                | 4                | 3                | 2                | 1                |

In die Wertung kamen alle erzielten Resultate.

## Wissenswertes
- Der zweite Lauf in Phillip Island wurde wegen starken Regens nicht ausgetragen.
- In Brands Hatch wurde der erste Lauf nach zehn Runden abgebrochen, später neu gestartet und beide Teile zusammen gewertet.

## Rennergebnisse
|    | Datum  | Rennen             | Strecke        | Pole-Position | Lauf | Platz 1                                              | Platz 2                                              | Platz 3                                              | Schn. Rennrunde                                      |
| -- | ------ | ------------------ | -------------- | ------------- | ---- | ---------------------------------------------------- | ---------------------------------------------------- | ---------------------------------------------------- | ---------------------------------------------------- |
| 1  | 11.03. | Spanien            | Valencia       | Troy Corser   | 1    | Troy Corser                                          | Troy Bayliss                                         | Ben Bostrom                                          | Troy Corser                                          |
| 1  | 11.03. | Spanien            | Valencia       | Troy Corser   | 2    | Troy Corser                                          | Troy Bayliss                                         | Gregorio Lavilla                                     | Troy Corser                                          |
| 2  | 01.04. | Südafrika          | Kyalami        | Ben Bostrom   | 1    | Colin Edwards                                        | Troy Bayliss                                         | Troy Corser                                          | Colin Edwards                                        |
| 2  | 01.04. | Südafrika          | Kyalami        | Ben Bostrom   | 2    | Ben Bostrom                                          | Troy Bayliss                                         | Troy Corser                                          | Ben Bostrom                                          |
| 3  | 22.04. | Australien         | Phillip Island | Troy Corser   | 1    | Colin Edwards                                        | Tadayuki Okada                                       | Troy Bayliss                                         | Rubén Xaus                                           |
| 3  | 22.04. | Australien         | Phillip Island | Troy Corser   | 2    | Der zweite Lauf wurde wegen starken Regens abgesagt. | Der zweite Lauf wurde wegen starken Regens abgesagt. | Der zweite Lauf wurde wegen starken Regens abgesagt. | Der zweite Lauf wurde wegen starken Regens abgesagt. |
| 4  | 29.04. | Japan              | Sugo           | Makoto Tamada | 1    | Makoto Tamada                                        | Troy Corser                                          | Hitoyasu Izutsu                                      | Makoto Tamada                                        |
| 4  | 29.04. | Japan              | Sugo           | Makoto Tamada | 2    | Makoto Tamada                                        | Hitoyasu Izutsu                                      | Tamaki Serizawa                                      | Makoto Tamada                                        |
| 5  | 13.05. | Italien            | Monza          | Troy Bayliss  | 1    | Troy Bayliss                                         | Colin Edwards                                        | Akira Yanagawa                                       | Colin Edwards                                        |
| 5  | 13.05. | Italien            | Monza          | Troy Bayliss  | 2    | Troy Bayliss                                         | Colin Edwards                                        | Akira Yanagawa                                       | Troy Bayliss                                         |
| 6  | 27.05. | Großbritannien     | Donington      | Steve Hislop  | 1    | Neil Hodgson                                         | Pierfrancesco Chili                                  | Steve Hislop                                         | Steve Hislop                                         |
| 6  | 27.05. | Großbritannien     | Donington      | Steve Hislop  | 2    | Pierfrancesco Chili                                  | Neil Hodgson                                         | Troy Corser                                          | Pierfrancesco Chili                                  |
| 7  | 10.06. | Deutschland        | EuroSpeedway   | Neil Hodgson  | 1    | Colin Edwards                                        | Troy Bayliss                                         | Tadayuki Okada                                       | Troy Bayliss                                         |
| 7  | 10.06. | Deutschland        | EuroSpeedway   | Neil Hodgson  | 2    | Troy Bayliss                                         | Neil Hodgson                                         | Colin Edwards                                        | Mauro Sanchini                                       |
| 8  | 24.06. | San Marino         | Misano         | Neil Hodgson  | 1    | Troy Bayliss                                         | Ben Bostrom                                          | Colin Edwards                                        | Troy Bayliss                                         |
| 8  | 24.06. | San Marino         | Misano         | Neil Hodgson  | 2    | Ben Bostrom                                          | Troy Bayliss                                         | Gregorio Lavilla                                     | Neil Hodgson                                         |
| 9  | 08.07. | Vereinigte Staaten | Laguna Seca    | Ben Bostrom   | 1    | Ben Bostrom                                          | Neil Hodgson                                         | Troy Corser                                          | Troy Corser                                          |
| 9  | 08.07. | Vereinigte Staaten | Laguna Seca    | Ben Bostrom   | 2    | Ben Bostrom                                          | Troy Corser                                          | Neil Hodgson                                         | Ben Bostrom                                          |
| 10 | 29.07. | Europa             | Brands Hatch   | Neil Hodgson  | 1    | Ben Bostrom                                          | Neil Hodgson                                         | Colin Edwards                                        | Pierfrancesco Chili                                  |
| 10 | 29.07. | Europa             | Brands Hatch   | Neil Hodgson  | 2    | Ben Bostrom                                          | Neil Hodgson                                         | Troy Bayliss                                         | Ben Bostrom                                          |
| 11 | 02.09. | Deutschland        | Oschersleben   | Neil Hodgson  | 1    | Colin Edwards                                        | Rubén Xaus                                           | Ben Bostrom                                          | Colin Edwards                                        |
| 11 | 02.09. | Deutschland        | Oschersleben   | Neil Hodgson  | 2    | Rubén Xaus                                           | Colin Edwards                                        | Troy Bayliss                                         | Rubén Xaus                                           |
| 12 | 09.09. | Niederlande        | Assen          | Troy Bayliss  | 1    | Troy Bayliss                                         | Rubén Xaus                                           | Colin Edwards                                        | Rubén Xaus                                           |
| 12 | 09.09. | Niederlande        | Assen          | Troy Bayliss  | 2    | Troy Bayliss                                         | Rubén Xaus                                           | Troy Corser                                          | Rubén Xaus                                           |
| 13 | 30.09. | Italien            | Imola          | Troy Corser   | 1    | Rubén Xaus                                           | Troy Corser                                          | Colin Edwards                                        | Colin Edwards                                        |
| 13 | 30.09. | Italien            | Imola          | Troy Corser   | 2    | Régis Laconi                                         | Rubén Xaus                                           | Tadayuki Okada                                       | Troy Corser                                          |

## Fahrerwertung
| 1  | Troy Bayliss         | Ducati 996 R                    | Ducati Infostrada               | 369 |
| 2  | Colin Edwards        | Honda VTR1000 SP                | Castrol Honda                   | 333 |
| 3  | Ben Bostrom          | Ducati 996 R                    | Ducati L&M                      | 312 |
| 4  | Troy Corser          | Aprilia RSV Mille               | Virgilio Aprilia Axo            | 284 |
| 5  | Neil Hodgson         | Ducati 996 RS                   | GSE Racing                      | 269 |
| 6  | Rubén Xaus           | Ducati 996 R                    | Ducati Infostrada               | 236 |
| 7  | Pierfrancesco Chili  | Suzuki GSX-R 750                | Suzuki Alstare Corona           | 232 |
| 8  | Tadayuki Okada       | Honda VTR1000 SP                | Castrol Honda                   | 176 |
| 9  | Akira Yanagawa       | Kawasaki ZX-7RR                 | Fuchs Kawasaki                  | 170 |
| 10 | Gregorio Lavilla     | Kawasaki ZX-7RR                 | Kawasaki Racing                 | 166 |
| 11 | Régis Laconi         | Aprilia RSV Mille               | Virgilio Aprilia Axo            | 152 |
| 12 | Stéphane Chambon     | Suzuki GSX-R 750                | Suzuki Alstare Corona           | 122 |
| 13 | James Toseland       | Ducati 996 RS                   | GSE Racing                      | 91  |
| 14 | Hitoyasu Izutsu      | Kawasaki ZX-7RR                 | Fuchs Kawasaki                  | 63  |
| 15 | Makoto Tamada        | Honda VTR1000 SP                | Cabin Honda                     | 50  |
| 16 | Broc Parkes          | Ducati 996 RS                   | Ducati NCR                      | 49  |
| 17 | Steve Martin         | Ducati 996 RS                   | DFX Racing                      | 47  |
| 18 | Giovanni Bussei      | Ducati 996 RS                   | Ducati NCR                      | 44  |
| 19 | Lucio Pedercini      | Ducati 996 RS                   | Pedercini                       | 32  |
| 20 | Robert Ulm           | Ducati 996 RS / Kawasaki ZX-7RR | Gerin WSBK / Kawasaki Bertocchi | 28  |
| 21 | Eric Bostrom         | Kawasaki ZX-7RR                 | Kawasaki Motors Corporation     | 22  |
| 22 | Alessandro Antonello | Aprilia RSV Mille               | Virgilio Aprilia Axo            | 21  |

|    | Alessandro Gramigni | Yamaha YZF-R7           | Valli Moto 391              | 21 |
| 24 | Shin’ichi Itō       | Honda VTR1000 SP        | Cabin Honda                 | 20 |
|    | John Reynolds       | Ducati 996 RS           | Revè Red Bull Ducati        | 20 |
|    | Akira Ryō           | Suzuki GSX-R 750        | Suzuki                      | 20 |
| 27 | Marco Borciani      | Ducati 996 RS           | Pedercini                   | 17 |
| 28 | Steve Hislop        | Ducati 996 RS           | Monster Mob Ducati          | 16 |
|    | Tamaki Serizawa     | Kawasaki ZX-7RR         | Kawasaki Racing             | 16 |
|    | Mauro Sanchini      | Ducati 996 RS           | Pedercini                   | 16 |
|    | Martin Craggill     | Ducati 996 RS           | Pacific                     | 16 |
| 32 | Sean Emmett         | Ducati 996 RS           | Revè Red Bull Ducati        | 13 |
| 33 | Juan Borja          | Yamaha YZF-R7           | Panavto Yamaha              | 11 |
| 34 | Bertrand Stey       | Honda VTR1000 SP        | White Endurance             | 8  |
| 35 | Doug Chandler       | Kawasaki ZX-7RR         | Kawasaki Motors Corporation | 7  |
|    | Peter Goddard       | Benelli Tornado Tre 900 | Benelli Sport               | 7  |
| 37 | Yukio Kagayama      | Suzuki GSX-R 750        | Suzuki                      | 6  |
|    | Wataru Yoshikawa    | Yamaha YZF-R7           | Yamaha Racing               | 6  |
| 39 | Alistair Maxwell    | Kawasaki ZX-7RR         | SRT Almax                   | 3  |
|    | Michele Malatesta   | Kawasaki ZX-7RR         | Kawasaki Bertocchi          | 3  |
| 41 | Paolo Blora         | Ducati 996 R            | DCR                         | 2  |
| 42 | Ludovic Holon       | Kawasaki ZX-7RR         | Kawasaki Bertocchi          | 1  |
|    | Jiří Mrkývka        | Ducati 996 RS           | JM SBK                      | 1  |
|    | Javier Rodríguez    | Honda VTR1000 SP        | Ghelfi Art                  | 1  |

## Konstrukteurswertung
| 1 | Ducati   | 553 |
| 2 | Honda    | 401 |
| 3 | Aprilia  | 343 |
| 4 | Kawasaki | 289 |
| 5 | Suzuki   | 256 |
| 6 | Yamaha   | 36  |
| 7 | Benelli  | 7   |